# Große Blöße
Die Große Blöße ist mit 527,8 m ü. NN der höchste Berg von Solling, Weserbergland und Naturpark Solling-Vogler und gehört zum Landkreis Northeim in Niedersachsen (Deutschland).

## Geographische Lage
Der stark bewaldete Berg befindet sich etwa 7 km (Luftlinie) südwestlich von Dassel zwischen den nahen Dörfern Hellental im Nordnordosten und Silberborn im Südwesten. Er erhebt sich an der südöstlichen Flanke des Hellentaler Grabens, durch den die Helle fließt. Jenseits bzw. nordwestlich dieses Grabens befindet sich mit dem Großen Ahrensberg der zweithöchste Berg des Sollings.

## Gipfelbereich
Etwa 150 m südöstlich vorbei am wenig ausgeprägten Gipfel der Großen Blöße verläuft durch dichten Wald in Nordost-Südwest-Richtung die Landesstraße 549 von Dassel über Silberborn und Neuhaus nach Boffzen.
Seit 2010 ist eine vom Gipfel führende Loipe für Skilanglauf beschildert.

## Bilder

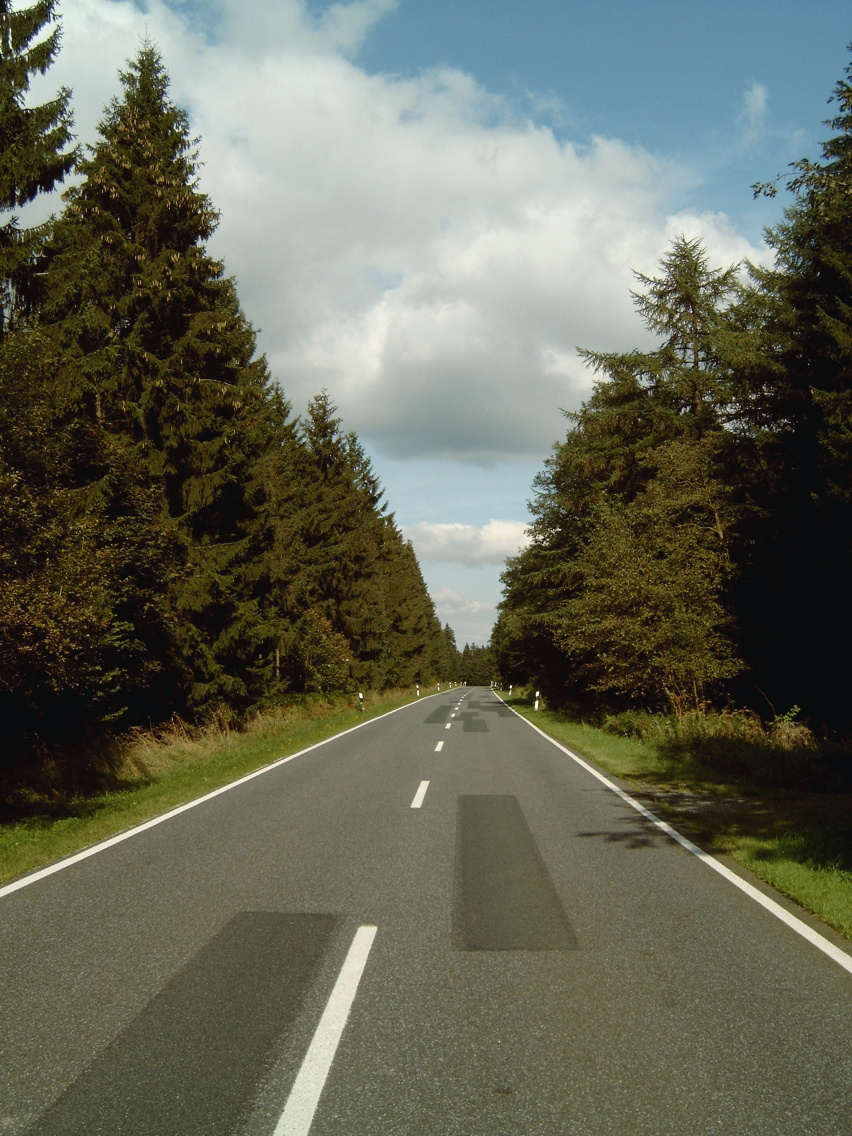
Landesstraße 549 im Gipfelbereich, Blick nach Osten (Richtung Dassel)
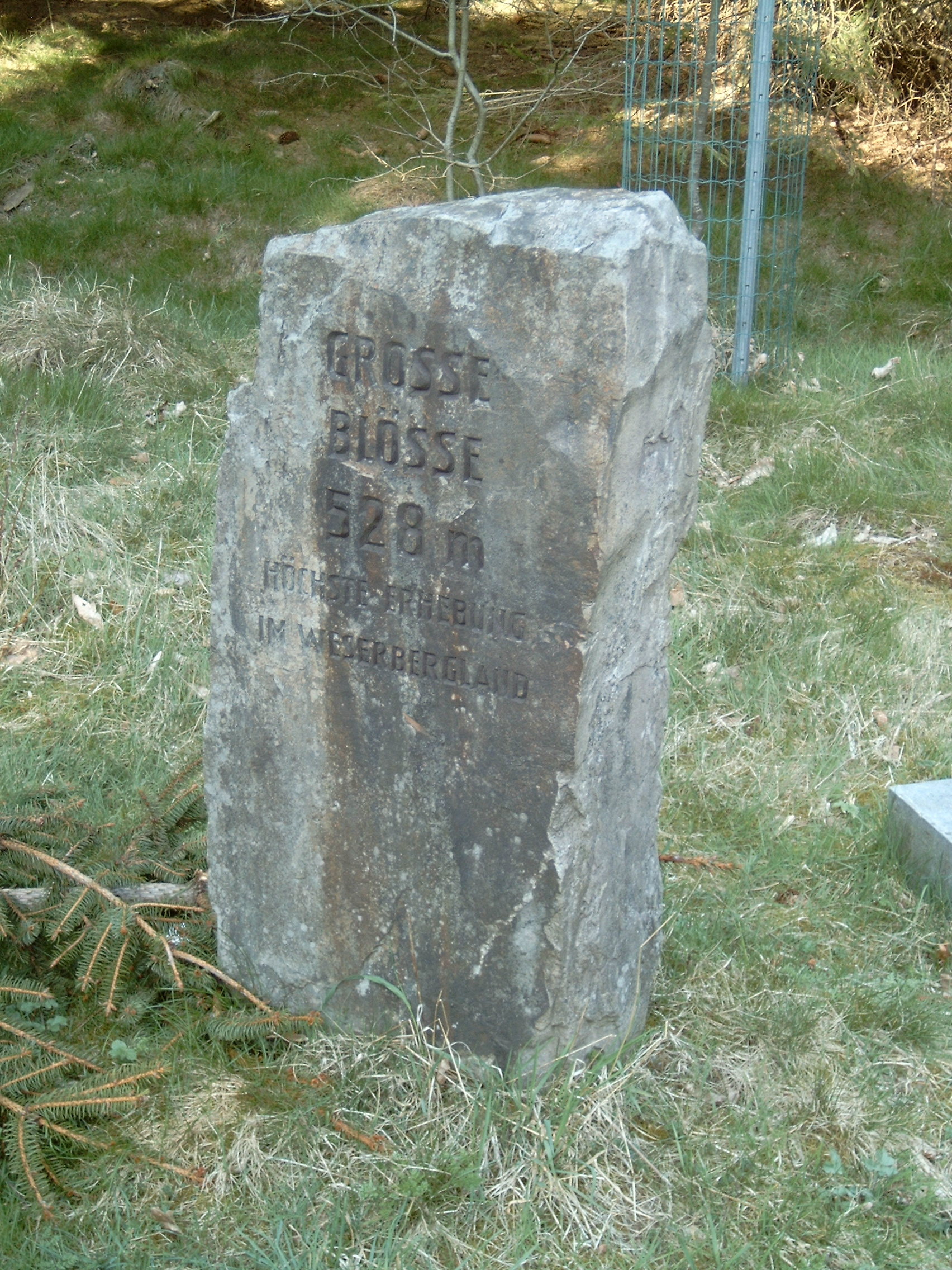
Stein neben der Landesstraße 549 im Gipfelbereich
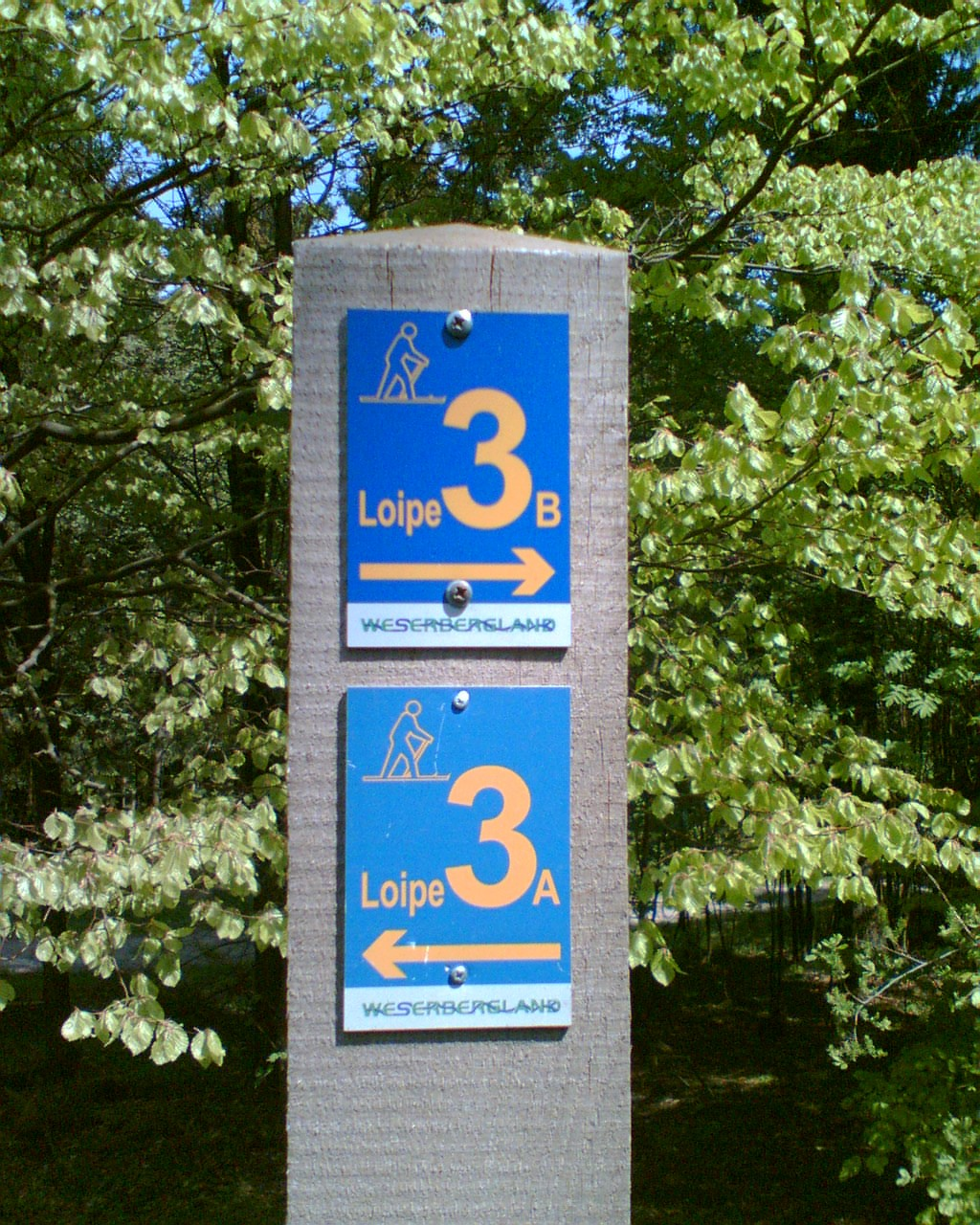
Kennzeichnung einer Skilanglaufstrecke an der Großen Blöße